# Фолар (страва)

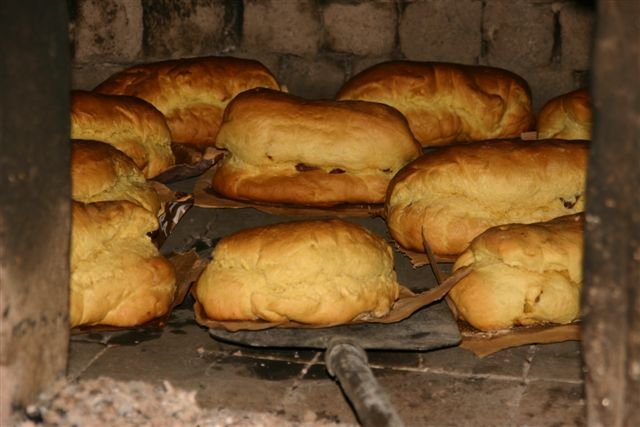
Фолар Шавиш

Фола́р або фоля́р (порт. Folar) — великодній хліб, аналог паски, який випікають у Португалії. До складу хліба входить вода, сіль, яйця, пшеничне борошно. Форма і конкретний рецепт відрізняються регіон від регіону так, що десь виходить солодка випічка, а десь — солона. Фолар іноді подають з вареним яйцем, який символічно представляє відродження та Воскресіння.
Під час пасхальних гулянь хрещеники зазвичай приносять букет фіалок хрещеній мамі в Вербну неділю, і це, у Великодню неділю, пропонує йому фолар.
Фолар де Шавес, популярний у північно-східних португальських регіонах Шавеш і Вальпасос, фарширований свининою, шинкою, сальпікао та лінгвіза. Зокрема, на північному сході регіону Трас-ос-Монтес, так званий фолар де Вальпасос виготовляється з тіста, дріжджів та пухнастості, начинених свининою, шинкою, ковбасою, ковбасою, серед інших можливих інгредієнтів. При його виготовленні також використовуються яйця, сало та оливкова олія.Ми також знаємо, що фоляр пов'язаний із дружбою та примиренням. Інші посилання на фара Шавеса в «Momentos Carbela» на вкладці «Регіональні продукти».
Є також солодкі фолари, такі як фолар з Ольяо, який складається з семи шарів з розтопленим цукром і корицею, а також більш поширений фоляр з анісом і корицею.